# 芬蘭大公
芬蘭大公或芬蘭大親王（瑞典語：Storfurste av Finland）是瑞典君主於大約1580年至1809年間使用的頭銜，也是1809年至1917年間俄羅斯皇帝作為芬蘭大公國元首的正式頭銜。女性的頭銜為芬蘭女大公或芬蘭大公主（瑞典語：Storfurstinna av Finland），只有瑞典女王克里斯蒂娜和烏爾麗卡·埃利諾拉使用過。

## 瑞屬芬蘭時期
大約1580年時，瑞典國王約翰三世根據自己之前受封的「芬蘭公爵」頭銜，在國王頭銜中加上「芬蘭大公」。當時，瑞典鄰國的俄羅斯沙皇伊凡四世正在聲索古代屬於俄羅斯的領土，也自封為大公。約翰之所以自稱大公，是為了突顯自己對於瑞典王國不同領土的主權，以與伊凡抗衡。除了芬蘭外，約翰也在頭銜中加上了卡累利阿、英格曼蘭和利沃尼亞。
其後140年間，只有卡爾九世認為芬蘭人和其他民族都受瑞典國王統治，而約翰三世的其他繼承人都有使用「芬蘭大公」頭銜。由於這頭銜沒有實質意義，故此通常只在正式場合才和君主的一大串頭銜一併使用。最後一個使用這頭銜的瑞典君主是1720年退位的烏爾麗卡·埃利諾拉女王。然而，古斯塔夫四世·阿道夫國王冊封1802年出生的兒子卡爾·古斯塔夫為芬蘭大公，但王子3歲就死了。

## 俄羅斯統治時期
瑞典和俄羅斯爆發芬蘭戰爭期間，芬蘭的四個國民等級於1809年3月29日波爾沃召開會議，向已經自稱「芬蘭大公」的俄羅斯皇帝亞歷山大一世效忠。隨着瑞典戰敗，兩國1809年9月17日簽訂《弗雷德里克港和约》，芬蘭正式成為俄羅斯帝國轄下的自治芬蘭大公國。
俄羅斯皇帝委派總督和當地的議會來統治芬蘭，芬蘭實際上享有高度自治。1917年，芬蘭宣告成立獨立後爆發內戰，曾计划成立芬蘭王國，但最後因德國在一戰戰敗而成立共和國。最後一個芬蘭大公是俄羅斯皇帝尼古拉二世。

## 獨立至今
芬蘭成立共和國至今，沒有人聲索芬蘭大公之位。